# سقاية خلف أغا
سقاية خلف أغا
اقام هذه السقاية في مدينة بغداد، قائم مقام الحلة، خلف أغا سنة 1853م في زمن والي بغداد نامق باشا في العهد العثماني.وخصصت لانتفاع العامة من الناس، حيث شيدها في حديقة له تقع ظاهر سور الجانب الغربي لبغداد، وكان يبرد فيها الماء العذب لشرب أبناء السبيل. وكتب على جدارها قصيدة بائية، ذكر فيها تأريخ إنشائها، وهي: